# Нака-Ното

36°59′20″ пн. ш. 136°54′6″ сх. д. / 36.98889° пн. ш. 136.90167° сх. д.
На́ка-Но́то (яп. 中能登町, なかのとまち, МФА: [naka noto mat͡ɕi̥]) — містечко в Японії, в повіті Касіма префектури Ісікава. Станом на 1 квітня 2009 площа містечка становила 89,36 км². Станом на 1 липня 2011 населення містечка становило 18 399 осіб.